# Mộ Dung Tường
Mộ Dung Tường (giản thể: 慕容详; phồn thể: 慕容詳; bính âm: Mùróng Xiáng, ? - 397) là một thành viên tông thất Hậu Yên.
Năm Vĩnh Khang thứ 2 (397), Hậu Yên không địch nổi cuộc tấn công của nước Bắc Ngụy, hoàng đế Mộ Dung Bảo chạy khỏi đô thành Trung Sơn (中山, nay thuộc Định Châu, Hà Bắc), trong thành đại loạn. Trong khi đó, Khai Phong công Mộ Dung Tường không theo hoàng đế rút chạy, do đó được mọi người bầu làm minh chủ để kháng cự lại cuộc tấn công của Bắc Ngụy.
Tuy nhiên, Mộ Dung Tường đã củng cố địa vị của mình, liên tục diệt trừ các thế lực khác trong thành. Không lâu sau đó, Mộ Dung Tường lên ngôi hoàng đế, cải nguyên niên hiệu là Kiến Thủy.
Mộ Dung Tường là người ham uống rượu và thích giết chóc, không quan tâm đến quân sĩ và nhân dân. Đến khi quân Bắc Ngụy không còn bao vây Trung Sơn và chỉ kiểm soát các vùng lân cận, ông vẫn từ chối cho cư dân ra ngoài thành để tìm lương thực và việc này đã dẫn đến nạn đói nghiêm trọng.
Cuối cùng, nhân dân Trung Sơn thành đã nghênh đón Mộ Dung Lân vào thành, sau đó, Mộ Dung Tường bị bắt giữ rồi bị xử tử.